# Tarroja de Segarra
Tarroja de Segarra é um município da Espanha na comarca de Segarra, província de Lérida, comunidade autónoma da Catalunha. Tem 7,6 km² de área e em 2021 tinha 187 habitantes (densidade: 24,6 hab./km²).

## Demografia
| Variação demográfica do município entre 1991 e 2004[carece de fontes?] | Variação demográfica do município entre 1991 e 2004[carece de fontes?] | Variação demográfica do município entre 1991 e 2004[carece de fontes?] | Variação demográfica do município entre 1991 e 2004[carece de fontes?] |
| ---------------------------------------------------------------------- | ---------------------------------------------------------------------- | ---------------------------------------------------------------------- | ---------------------------------------------------------------------- |
| 1991                                                                   | 1996                                                                   | 2001                                                                   | 2004                                                                   |
| 200                                                                    | 200                                                                    | 171                                                                    | 164                                                                    |